# Sharpe & Numan
Sharpe & Numan var en brittisk synthpop-duo bestående av Bill Sharpe (keyboards) och Gary Numan (sång, keyboards).
Deras musik har karaktäriserats som en för 1980-talet tidstypisk blandning av synthpop och soulmusik. 1985 fick de en hitlåt med Change Your Mind som nådde 17:e plats på brittiska singellistan och 19:e plats på Trackslistan. Duon fick ytterligare tre mindre singelhits i Storbritannien med New Thing From London Town, No More Lies och I'm on Automatic och utgav 1989 albumet Automatic.

## Diskografi
Album
- Automatic 1989

Singlar
- Change Your Mind 1985
- New Thing From London Town 1985
- Voices 1987
- No More Lies 1988
- I'm on Automatic 1989[4]